# 姆蘭傑山
姆蘭傑山（英語：Mulanje Madsif）是非洲東南部國家馬拉維的孤山，位於該國南部布蘭太爾以南70公里，長26公里、寬22公里，在1億3千萬年前形成，海拔高度3,002米，每年平均降雨量可達1,800毫米。